# Les Raisins de la mort
Les Raisins de la mort é um filme de 1978 dirigido por Jean Rollin,. O filme é considerado o primeiro splatter francês e o filme mais acessível de Jean Rollin.

## Sinopse
Uma jovem, viajando pelo interior da França para encontrar o namorado que trabalha numa vinícola, descobre que um novo pesticida experimental espalhado nas videiras está transformando as pessoas em zumbis.

## Elenco
- Marie-Georges Pascal come Elisabeth
- Félix Marten como Paul
- Patrice Valota como François
- Mirella Rancelot como Lucie, a garota cega
- Brigitte Lahaie como mulher loira
- Michel Herval como Michel, o noivo de elizabeth
- Serge Marquand como Lucien, o camponês
- Patricia Cartier como Antoinette, a filha do camponês
- Paul Bisciglia como Lucas, o noivo de Lucie
- Évelyne Thomas como Brigitte, amigo de elizabeth
- François Pascal como o louco do trem
- Olivier Rollin
- Jean-Pierre Bouyxou
- Guillaume Le Vacher
- Raphaël Marongiu
- Jean Rollin

Apresentado pelo American Cinematheque (Grauman's Egyptian Theatre) em 30 de setembro de 2017

## Destaque em
- "Vampires and Virgins: The Films of Jean Rollin" episode of Eurotika!, documentário dirigido por Andy Stark e Pete Tombs (Reino Unido, 1999)
- La Nuit des horloges, dirigido por Jean Rollin (Francia, 2007)
- Secret Cinema, dirigido por Michael Wolf (Alemanha, 2007)
- Spark of Life, dirigido por  Mike Bazanele (Estados Unidos, 2008)